# Jean Astruc

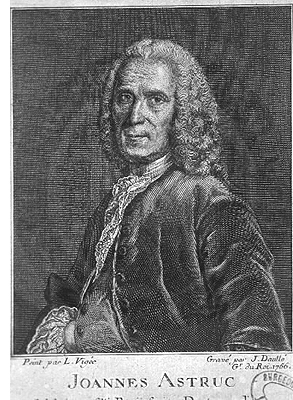
Jean Astruc

Jean Astruc (ur. 19 marca 1684 w Suave we Francji, zm. 5 maja 1766 w Paryżu) – francuski lekarz, autor znanych prac na temat syfilisu oraz chorób przenoszonych drogą płciową. Odegrał również ważną rolę w badaniach nad pochodzeniem ksiąg Pięcioksięgu.

## Badania nad Starym Testamentem
W swoim niewielkim dziele „Rozmyślania na temat Księgi Rodzaju” (1753) Astruc jako pierwszy wskazał – używając technik analizy tekstualnej stosowanej w świeckiej literaturze – wykorzystanie starszych źródeł przez Mojżesza w Księdze Rodzaju. Jean Astruc zauważył, że w pierwszym rozdziale tej księgi występuje wobec Boga określenie „Elohim”, a w drugim „Jahwe”. Ta obserwacja odegrała zasadniczą rolę w powstaniu tzw. teorii źródeł. Z tym, że podczas gdy Astruc uważał te źródła za wcześniejsze od Mojżesza, krytycy źródeł uznali je za późniejsze.

## Główne publikacje
Medycyna
- Tractatus de motus fermentativi causa, novam et mechanicam hypothesim continens (1702).
- Dissertation sur l'origine des maladies épidémiques et principalement sur l'origine de la peste, où l'on explique les causes de la propagation et de la cessation de cette maladie (1721) Tekst w internecie
- De morbis venereis (1736 ; 1740) Tekst w internecie.
- Traité des maladies des enfants (1748).
- La Nécessité de maintenir dans le royaume les écoles de chirurgie qui y sont établies dans les Facultés et collèges de médecine (1749)
- Tractatus therapeuticus (1750)
- Doutes sur l'inoculation de la petite vérole, proposés à la Faculté de médecine de Paris (1756)
- Traité des tumeurs et des ulcères, avec deux lettres : I. Sur la composition de remèdes dont on vante l'utilité et dont on cache la préparation. II. Sur la nature et le succès des nouveaux remèdes qu'on propose pour la guérison des maladies vénériennes (2 volúmenes, 1759)
- Traité des maladies des femmes avec un catalogue chronologique des médecins qui ont écrit sur ces maladies (6 volúmenes, 1761-1765)
- L'Art d'accoucher réduit à ses principes avec l'histoire sommaire de l'art d'accoucher, et une lettre sur la conduite qu'Adam et Ève durent tenir à la naissance de leurs premiers enfants (1766)
- Mémoires pour servir à l'histoire de la Faculté de médecine de Montpellier, par feu M. Jean Astruc (1767)

Różne
- Mémoires pour l'histoire naturelle de la province de Languedoc, divisés en trois parties, orné de figures, et de cartes en taille-douce (1737)
- Conjectures sur les mémoires originaux dont il paroit que Moyse s'est servi pour composer le livre de la Genèse (1753). Wydane jako Conjectures sur la Genèse, w Paryżu w 1999.
- Dissertation sur l'immatérialité et l'immortalité de l'âme (1755)
- Dissertation sur la liberté (1755)